# Список концертных туров Шакиры
Список концертных туров колумбийской певицы Шакиры.

## Концертные туры
| Год | Название                     | Длительность                                 | Количество концертов |
| --- | ---------------------------- | -------------------------------------------- | -------------------- |
| 1996-97 | Tour Pies Descalzos          | 27 февраля 1996 – 9 октября 1997 (Америка)   | 60                   |
| Tour Pies Descalzos — дебютный концертный тур Шакиры, который был организован в поддержку её первого официального и третьего студийного альбома Pies Descalzos. В рамках турне певица посетила только Латинскую и Северную Америку.                                                                                        |                              |                                              |                      |
| 2000 | Tour Anfibio                 | 21 марта 2000 - 12 мая 2000 (Америка)        | 21                   |
| Tour Anfibio — второй концертный тур Шакиры в поддержку её пятого студийного альбома Dónde Están los Ladrones?. Также как и в первом туре, певица дала концерты только в Латинской и Северной Америке. |                              |                                              |                      |
| 2002-03 | Tour of the Mongoose         | 8 ноября 2002 - 11 мая 2003 (Мировой)        | 61                   |
| Mongoose Tour — первый мировой и третий концертный тур Шакиры в поддержку её седьмого студийного альбома Laundry Service. В рамках этого тура певица посетила Европу, Северную и Южную Америку. С записью концерта этого тура вышел альбом Live & off the Record.                                                          |                              |                                              |                      |
| 2006-07 | Oral Fixation Tour           | 14 июня 2006 - 9 июля 2007 (Мировой)         | 116                  |
| Oral Fixation Tour — четвёртый концертный тур Шакиры, который был организован в поддержку её альбомов Fijación Oral Vol. 1 и Oral Fixation Vol. 2. Во время тура певица дала концерты в Европе, Северной Америке, Южной Америке, Африке и Азии. С записью концерта этого тура вышел одноимённый альбом Oral Fixation Tour. |                              |                                              |                      |
| 2010-11 | The Sun Comes Out World Tour | 15 сентября 2010 - 15 октября 2011 (Мировой) | 108                  |
| Sun Comes Out World Tour — пятый концертный тур Шакиры, организованный в поддержку её альбомов She Wolf и Sale el Sol. В рамках тура она посетила Северную Америку, Европу, Южную Америку, Африку и Азию. Запись шоу вышла на концертном альбоме Shakira: Live from Paris.                                                 |                              |                                              |                      |

## Значительные концерты
| Год | Название                       | Даты                             | Формат(ы) выпуска                         |
| --- | ------------------------------ | -------------------------------- | ----------------------------------------- |
| 1999 | MTV Unplugged                  | 12 августа 1999 (Нью-Йорк)       | DVD/Концертный альбом (см. MTV Unplugged) |
| Шакира дала эксклюзивный концерт в Grand Ballroom, Manhattan Center Studios в Нью-Йорке. Концерт был частью серии выступлений MTV Unplugged.                                                                                               |                                |                                  |                                           |
| 2006 | Rock in Rio                    | Июнь 2006 (Португалия)           | ---                                       |
| Первое выступление Шакиры в рамках фестиваля. Концерт был частью тура Oral Fixation Tour. |                                |                                  |                                           |
| 2006 | Shakira: Live at Abu Dhabi     | 31 декабря 2008 (ОАЭ)            | ---                                       |
| Первое выступление Шакиры в Абу-Даби, ОАЭ во время новогоднего мероприятия. Хотя репертуар и костюмы остались прежними, данный концерт не был частью тура Oral Fixation Tour. Запись этого шоу была показана по национальному телевидению. |                                |                                  |                                           |
| 2008 | Rock in Rio, Madrid            | Июнь 2008 (Испания)              | ---                                       |
| Второе выступление Шакиры в рамках фестиваля. Концерт был частью тура Oral Fixation Tour. |                                |                                  |                                           |
| 2010 | Rock in Rio, Madrid and Lisbon | Июнь 2008 (Испания и Португалия) | ---                                       |
| Третье выступление Шакиры в рамках фестиваля. Во время концерта она анонсировала свой седьмой студийный альбом Sale el Sol. Также певица впервые исполнила песни «Sale el Sol» и «Gordita» при участии дуэта Calle 13.                     |                                |                                  |                                           |
| 2010 | Glastonbury Festival           | 26 июня 2010 (Англия)            | ---                                       |
| Первое выступление Шакиры в рамках фестиваля. Во время концерта она исполнила кавер на песню группы The xx «Islands», который был включен в её студийный альбом Sale el Sol.                                                               |                                |                                  |                                           |